# Erik Menkveld
Erik Jan Willem Menkveld (Eindhoven, 25 april 1959 – Amsterdam, 30 maart 2014) was dichter, romancier en criticus.

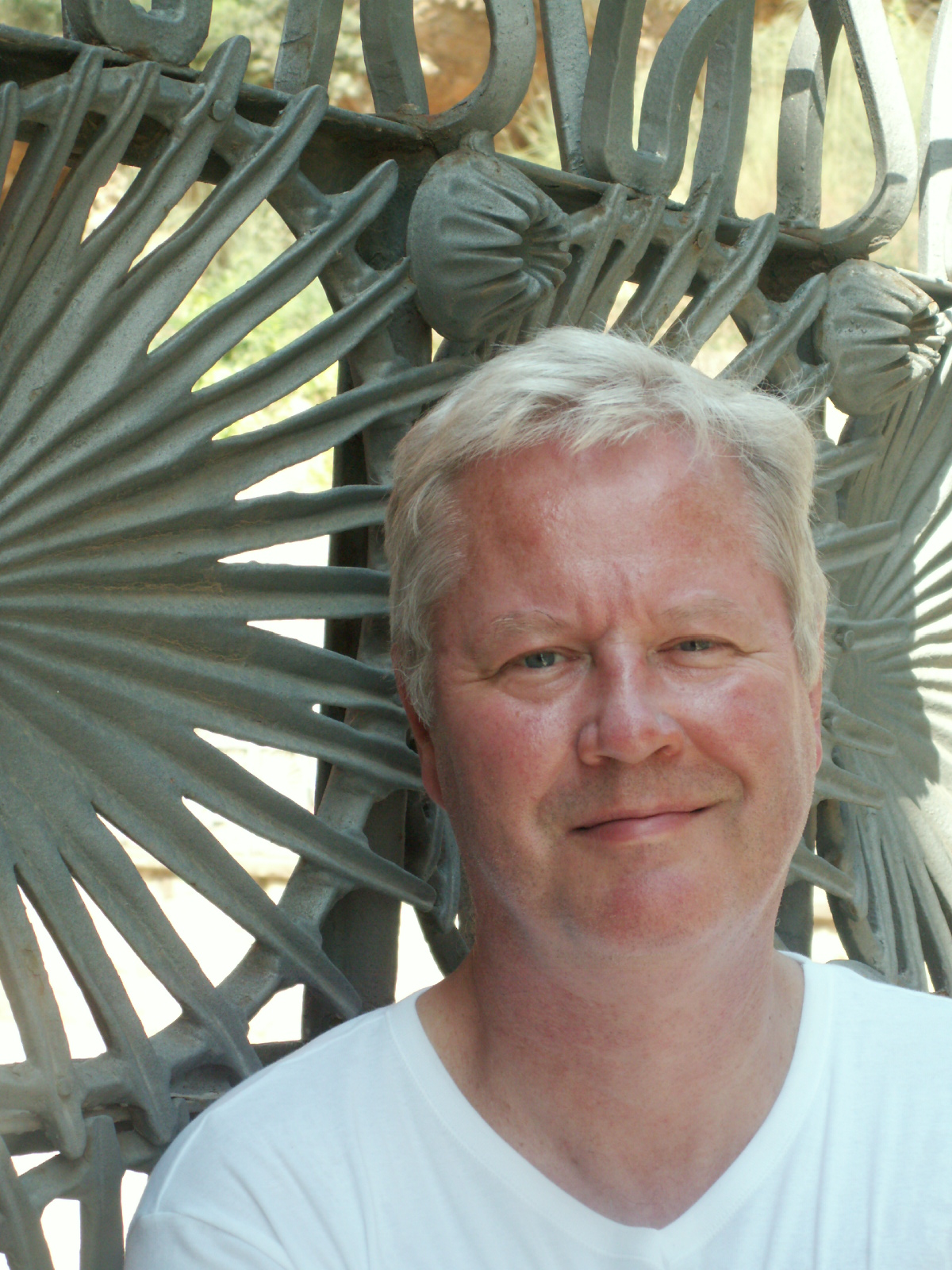
Erik Menkveld

## Leven en werk
Erik Menkveld werd geboren in Eindhoven maar bracht zijn lagereschooltijd in Tanzania en Ghana door. Bij terugkomst in Nederland verhuisde het gezin naar Driebergen-Rijsenburg. In het naburige Doorn bezocht hij het Revius lyceum. Hij studeerde vervolgens Nederlands aan de Vrije Universiteit in Amsterdam.  Na zijn studie vond hij werk als redacteur van uitgeverij De Bezige Bij waar hij (van 1987 tot 1998) onder andere het poëziefonds beheerde. Van 1998 tot 2002 was hij organisator en programmamaker bij Poetry International in Rotterdam. Daarna was hij vooral actief als zelfstandig schrijver. Van 2000 tot 2007 was hij redacteur van het literaire tijdschrift Tirade. In 2003 en in 2012 was hij jurylid van de P.C. Hooftprijs, en in 2003 ook van de VSB Poëzieprijs. Sinds 2009 was hij actief als poëzierecensent voor de Volkskrant.
Menkveld overleed op 54-jarige leeftijd aan een hartstilstand. Hij was getrouwd met Elma Drayer en later met literair journalist Maria Vlaar en had met hen  drie kinderen. Hij ligt begraven op de begraafplaats Zorgvlied in Amsterdam.

## Jeugd
Over zijn jeugd zei hij in een interview met Remco Ekkers: 'Geboren in Eindhoven, maar aan de rand van de stad. Mijn lagereschooltijd heb ik doorgebracht in de tropen, in Tanzania en Ghana. Daar moest ik Engels spreken. Achteraf heb ik daar veel profijt van gehad: het spreken en schrijven in het Engels kost me nu geen enkele moeite. Mijn vader werkte bij Philips, dat in het begin van de jaren zestig overal radiofabriekjes startte in die landen. Die werden dan een jaar of twee door Europeanen begeleid en daarna overgenomen door de plaatselijke bevolking. De middelbare school heb ik in Nederland gevolgd, in Doorn. Als puber fietste ik veel rond in de streek van Gerrit Achterbergs Spel van de wilde jacht.'
In datzelfde interview zei hij naar aanleiding van de vraag 'schreef je al jong': 'Vanaf mijn zestiende, gedichten voor mijn vriendinnetje, de normale situatie neem ik aan. Ik had een goede lerares Duits en bij haar lazen we Goethe, Hölderlin, Hesse en Heine natuurlijk. Bij Nederlands Marsman, Nijhoff, Roland Holst en de Tachtigers. Ik had een leraar Grieks die een poëzieliefhebber was. Hij leende mij de verzamelde gedichten van Gerrit Achterberg. Dat zul jij wel mooi vinden, zei hij. Het was een schok voor me, die poëzie. Achteraf gezien begreep ik misschien niet veel van wat ik las. Maar die gedichten hadden een soort magische uitwerking op me. Ik hoopte zelf ook ooit eens iets te kunnen schrijven wat zo'n ongelofelijke, raadselachtige kracht had. Zo is het begonnen.'

## Studietijd
Tijdens zijn studie Nederlands aan de VU oriënteerde hij zich breed. 'Ik wou muziekwetenschappen doen, maar daarvoor moest je ook een instrument bespelen en goed van het blad kunnen lezen (...) en inmiddels was mijn interesse voor de literatuur gaan overheersen.' (...) 'Als afstudeerproject [heb ik] bij Margaretha Schenkeveld een aantal brieven uit de briefwisseling tussen A. Roland Holst en zijn oom en tante Richard en Henriëtte geannoteerd en later vroeg ze me of ik wou helpen bij de volledige uitgave. Dat heb ik met plezier gedaan. Vooral van de enorme speurtocht die het annoteren is heb ik veel opgestoken, over het culturele en politieke wereldje aan het begin van de twintigste eeuw. Bewonderde dichters als Nijhoff en Gorter werden ineens levende personen voor me en ik ontdekte de muziek en de boeken van Matthijs Vermeulen, wat erg belangrijk voor me is geweest. Later, als redacteur van De Bezige Bij, heb ik Vermeulens biografie en een paar brievenboeken van hem uitgegeven.' (interview Ekkers)
Met andere studenten vormde hij de band Dik Hout en de Planken, waarvan hij tot zijn overlijden de drummer was.

## Literair werk
Menkveld debuteerde als dichter in 1997 met de bundel De karpersimulator. Voor deze bundel kreeg hij de Lucy B. en C.W. van der Hoogtprijs. Ook werd hem de C. Buddingh'-prijs toegekend, die echter niet werd uitgereikt omdat hij op dat moment werkzaam was bij Poetry International (die de prijs formeel organiseerde). Vier jaar later verscheen de bundel Schapen nu! en in 2005 verscheen zijn derde bundel Primetime. Al deze bundels werden positief ontvangen. 
Het gedicht 'Dat groeit maar' werd door Micha Hamel op muziek gezet en in 2010 voor het eerst door het Nederlands Kamerkoor uitgevoerd in het programma 'Bomen'. 
In 2006 verscheen Met de meeste hoogachting, een boek waarin hij brieven bundelde aan bewonderde schrijvers, musici en denkers waaronder John Coltrane, Martinus Nijhoff, Francesco Petrarca, Boeddha en Louise Glück; brieven die worden gekenmerkt door een persoonlijke toon en een essayistische inslag. Naar aanleiding van dit boek typeerde de criticus Carel Peeters hem als een 'meesterlijke leerling'.
Na dit brievenboek werkte hij enkele jaren geconcentreerd aan zijn romandebuut Het grote zwijgen dat in 2011 verscheen. In dit boek spelen de componisten Matthijs Vermeulen en Alphons Diepenbrock een hoofdrol. Deze roman kreeg de Academica Literatuurprijs en werd diverse keren herdrukt. Cees Nooteboom schreef in een ingezonden brief in NRC ontroerd te zijn geweest door de roman "en dat gebeurt me niet vaak bij boeken".

## Secundaire literatuur
- Albert Hagenaars, Brabant Cultureel juni 2016, over de Verzamelde gedichten
- Remco Ekkers, interview met Erik Menkveld,  Poëziekrant ?, interview Ekkers
- Menno Hartman, In memoriam Erik Menkveld, Tirade blog 2-4-14, Tirade blog
- Elisabeth Lockhorn, 'Dichten is handwerk', interview , Vrij Nederland 2005
- Arjan Peters, necrologie, Volkskrant 2-4-14
- Carel Peeters, In memoriam Erik Menkveld, Vrij Nederland 3-4-14
- Martin Reints, 'Erik Menkveld', Groene Amsterdammer 2-4-14
- Marjoleine de Vos, 'Dichter met een groot inlevingsvermogen', NRC 1-4-14
- Marjoleine de Vos, Dichtersgesprekken (Uitgeverij Prometheus, 2005); een gesprek over het gedicht 'Aan de mast'.
- Tirade nummer 458, maart 2015, jaargang 59, is geheel gewijd aan de nagedachtenis van Erik Menkveld.
- Ad Zuiderent: 'Levensbericht Erik Jan Willem Menkveld '. In: Jaarboek van de Maatschappij der Nederlandse Letterkunde te Leiden, 2016-2017, pag. 124-135